# Sokolski
Sokolski (del ruso: Сокольский) es un jútor del raión de Ust-Labinsk del krai de Krasnodar de Rusia. Está situado en la cabecera del arroyo Kirpili o Nóvaya, afluente del río Kirpili, 16 km al nordeste de Ust-Labinsk y 59 km al nordeste de Krasnodar, la capital del krai. No tenía población permanente en 2010.
Pertenece al municipio Zheleznoye.

## Historia
El jútor fue anulado en la década de 1970 y restablecido en 2008. Es una residencia de campo de Oleg Deripaska.